# Qanat

Schema van een qanat, met bron, werkschachten en uitstroom

Een qanat (Arabisch: قناة) of karez (Perzisch: كاريز) is een ondergronds aquaduct waarmee grondwater uit de bergen naar lagergelegen gebieden wordt getransporteerd. Een qanat wordt meestal gevoed door een aquifer, een grondwaterhoudende laag. Het verval, het hoogteverschil tussen bron en bestemming, zorgt ervoor dat de zwaartekracht het water naar de uitstroom geleidt.
De qanat ontstond in de oudheid in Noordwest-Iran of het naastgelegen Koerdistan, waarschijnlijk in het eerste millennium v. Chr., mogelijk zelfs eerder. Een qanat werd met de hand uitgegraven, waarbij op regelmatige afstanden verticale schachten werden aangelegd om mensen en materieel aan en af te voeren en puin te verwijderen. Met het bouwen van een qanat waren grote investeringen gemoeid en de aanleg vergde jaren of zelfs decennia.
De technologie werd vanuit Iran verspreid en thans vindt men qanats van Japan tot in Marokko en zelfs enkele in Amerika. Sinds de jaren zeventig zijn er nauwelijks meer nieuwe aangelegd. De bestaande qanats zijn echter groot in aantal en veel daarvan leveren nog water, sommige al gedurende honderden jaren. In Iran zijn in het begin van de 21ste eeuw nog duizenden qanats in gebruik, die water leveren voor miljoenen mensen en hun akkers.
Hoewel het overgrote deel van de literatuur Iran als bron van de vinding noemt, is het wetenschappelijke debat over de oorsprong geenszins beslecht. Wel staat vast dat de qanat nergens zo belangrijk is als in Iran: van alle nog min of meer functionerende qanats bevindt 50-60% zich in dat land, terwijl zo'n 35% aangelegd werd in twee landen waar een directe Iraanse invloed aantoonbaar is: Afghanistan en Oman.

## Etymologie en kenmerken

### Etymologie
Qanāt is een Arabisch woord dat 'lans' of 'buis' betekent en dat is afgeleid van een Semitisch werkwoord voor 'graven'. Het woord qanat wordt onder meer gebruikt in Iran, waar men ook wel van een karez of karīz spreekt. Dit van oorsprong Perzische woord komt van 'kār' (voren trekken, als met een ploeg) en 'rēz' (stromen) en wordt ook in Afghanistan, Pakistan en Turkmenistan gebruikt. Het in Oman en de Emiraten gebruikelijke woord 'falaj' (meervoud 'aflaj') heeft een bron in een Semitisch woord voor in (gelijke) delen verdelen.

### Verwante termen

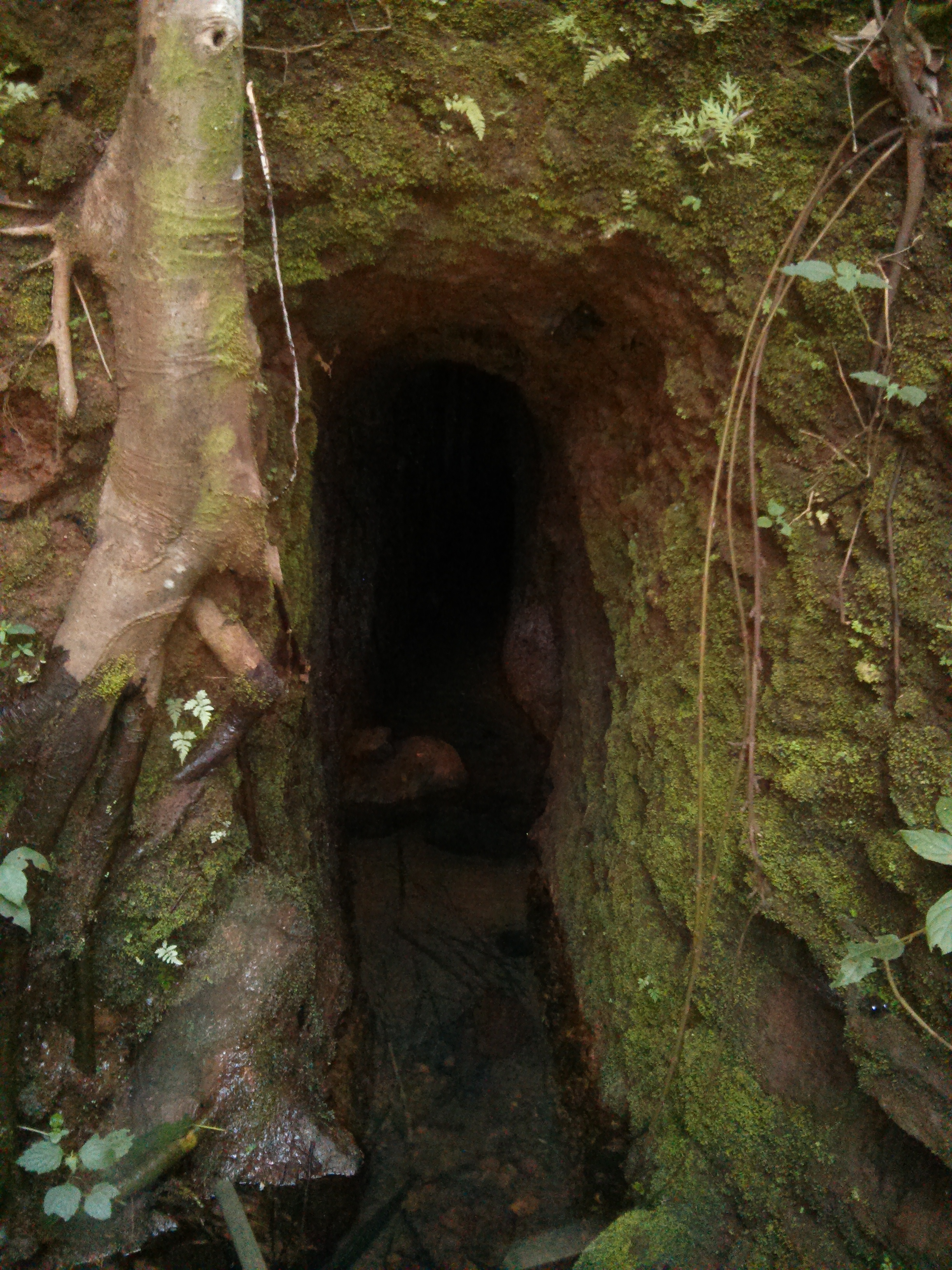
Uitstroom van een 'surangam', zoals de qanat in India bekendstaat

Werking van een windvanger om koelte aan een qanat te onttrekken

Er bestaan nog andere woorden voor de qanat. Van Syrië tot Algerije is het woord 'foggara' of 'fuqarā' gangbaar, hoewel men in Syrië ook wel spreekt van een 'qanat romani' (Romeinse qanat) en in delen van de Sahara van 'Perzische werken'. In Marokko heet het aquaduct 'khattara' of 'rhettara'. Sommige Franse auteurs gebruiken 'foggara' en in overige talen gebruikt men doorgaans het generieke woord qanat. In het Engels gebruikt men naast qanat ook wel '(in)filtration gallery', hoewel die term soms ook gebruikt wordt voor andere tunnels of buizen die grondwater winnen. Op de Canarische Eilanden, in Mexico en in sommige andere Spaanstalige gebieden wordt de term 'galería (filtrante)' gehanteerd, terwijl in Madrid de term 'viaje de agua' gebruikt wordt.

### Kenmerken
Een qanat kent de volgende specifieke kenmerken. Er is sprake van een ondergrondse aanleg en van een tunnel met een lichte helling zodat het water vanzelf stroomt. Water wordt in een aquifer aangeboord en het wordt gewonnen als drinkwater en voor irrigatie. Soms worden nog enkele nevenkenmerken aan de definitie toegevoegd, namelijk dat de technologie afkomstig moet zijn uit Iran, dat er werkschachten aanwezig zijn en dat er één moederbron is.

#### Debat over de oorsprong
Een deel van de wetenschap meent dat een qanat ook oppervlaktewater als bron kan hebben, of ondiep liggend grondwater. In de combinatie met oppervlaktewater vertoont de qanat gelijkenissen met het Romeins aquaduct, dat immers ook grotendeels ondergronds werd gebouwd met een licht verval om het water te laten stromen. Laten afvloeien van ondiep liggend grondwater, verwant aan drainage, is op meerdere plaatsen ongeveer gelijktijdig uitgevonden en overwegend veel ouder dan de qanat in engere zin.
In het wetenschappelijke debat over de oorsprong van de vinding speelt de definitie wat een qanat wel en niet kan zijn een hoofdrol. Er zijn irrigatiewerken die niet lijken te passen in een oorsprong in, en verspreiding vanuit Iran, zoals de puquios in Chili en een deel van de aflaj in Oman en de Emiraten. Soms wordt gesteld dat deze jonger moeten zijn dan ze lijken te zijn, of wordt betoogd dat het geen echte qanats zijn.

## Belang
Naast het evidente belang van het transport van water naar nederzettingen en droge landbouwgronden, waar zonder irrigatie geen landbouw mogelijk is, heeft de qanattechnologie een drietal specifieke voordelen. Door de goeddeels ondergrondse constructie treedt veel minder verdamping op dan bij bovengrondse kanalen en bestaat er minder kans op vervuiling en daarmee gepaard gaande ziektes. Vanwege het verval in de tunnel is geen (mechanische) inspanning nodig om een goede doorstroming te verzekeren en bij voldoende hoogteverschil kan water over aanzienlijk afstanden getransporteerd worden. Ten slotte is een qanat een duurzame oplossing: als de grondwaterspiegel daalt, vermindert de instroom totdat de bron zich voldoende hersteld heeft.
Daarnaast is er een drietal positieve neveneffecten bij het gebruik van qanats. Zo zijn natte en droge jaren slechts ten dele van invloed op de opbrengst: er stroomt meestal wel water. Ook is een qanat tot op zekere hoogte bestand tegen aardbevingen en oorlogshandelingen. Indien er voldoende verval is tussen de uitstroomopening en de woningen/akkers, kan de kracht van het water eerst nog gebruikt worden om een watermolen aan te drijven. Verder kunnen met behulp van een windvanger en een qanat opslagplaatsen of shabestans worden gekoeld.
Een belangrijk nadeel van de qanattechnologie is de continue uitstroom, ook 's nachts en in de winter, als de behoefte aan water veel minder is dan op andere tijdstippen. In de zomer is de wateropbrengst meestal iets kleiner en de vraag ernaar juist groter. Daarom kunnen sommige qanats (deels) afgesloten worden als er geen of minder vraag is. In andere gevallen kan het water in bassins of waterkelders bewaard worden, voor gebruik op een later moment.

## Invloed op nederzettingen

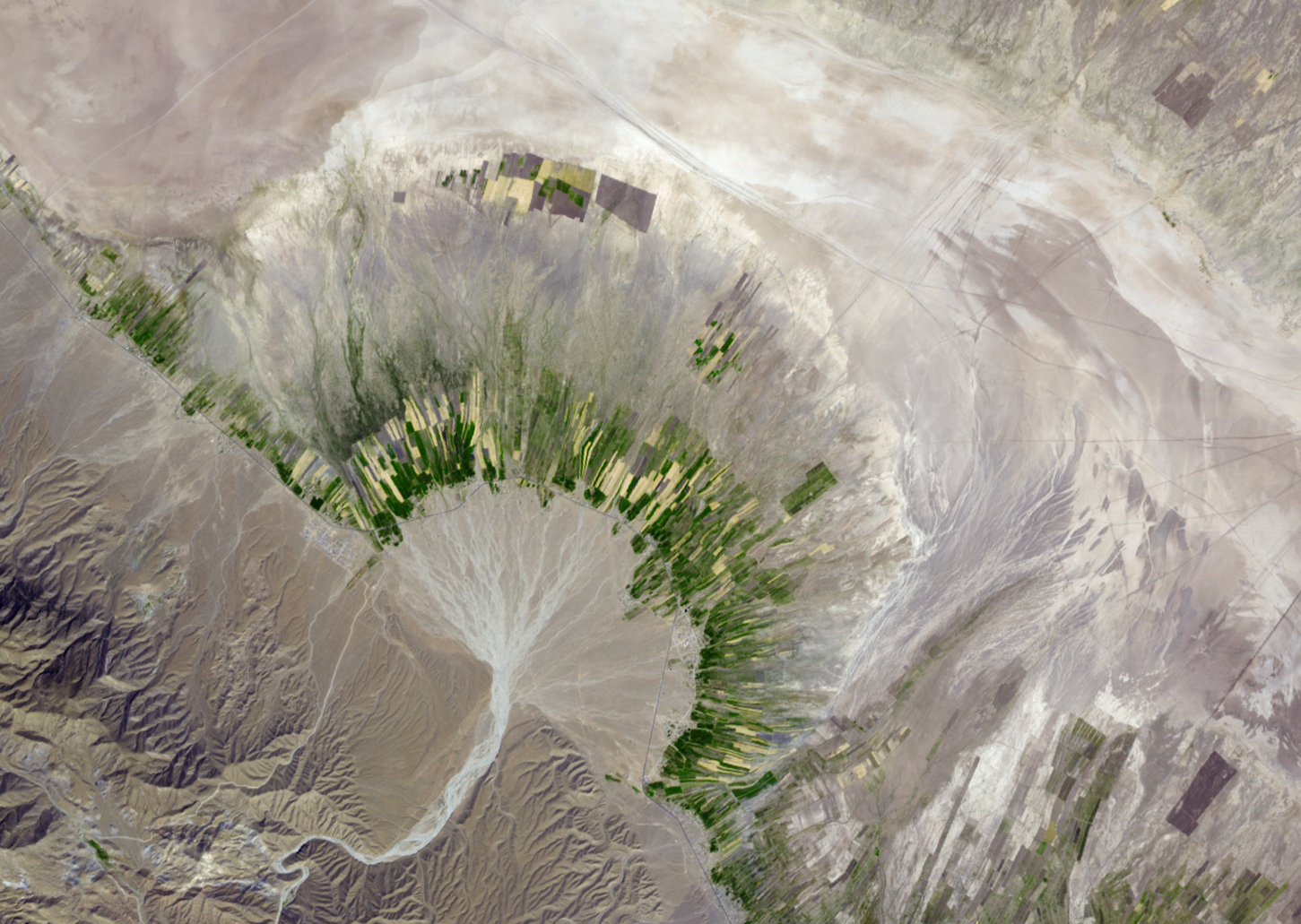
Landbouw en nederzettingen in Iran, door de qanats gegroepeerd rondom een puinwaaier

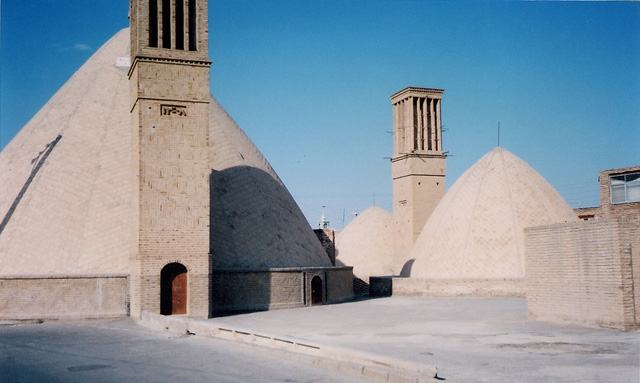
Ab anbars met windvangers in de Iraanse stad Nain

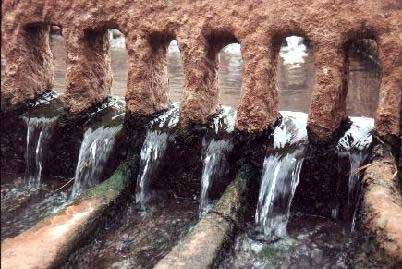
Verdeling van water door een stuw met openingen in een foggara in Algerije

In droge tot zeer droge gebieden is de beschikbaarheid van water de factor die bepaalt waar mensen wonen en landbouw bedrijven. Het water is ook van invloed op hoe mensen daar hun nederzettingen vormgeven en hoe zij hun samenleving inrichten. De qanat leidde in onder meer Iran tot een opmerkelijk nederzettingenpatroon rondom de puinwaaier waar het water vandaan komt, zoals op de afbeelding hiernaast.
Vlak bij de uitstroomopening is qanatwater het minst vervuild en meest voorhanden. Het eerste water is in Iran doorgaans voor de ab anbar, een publiek reservoir, een badhuis als dat aanwezig is en voor de moskee. Stroomafwaarts loopt het door goten, 'jūbs' genaamd, eerst langs of onder de woningen van de rijkere burgers, die water voor hun privécisternes aan de qanat onttrekken. Vervolgens passeren de jūbs de woningen van de minder bedeelden, de drinkplaatsen voor het vee en ten slotte de akkers. Omdat de goten ook wel als riool worden gebruikt, raakt het water stroomafwaarts steeds meer vervuild. In de steden, die meestal gevoed worden door enkele of zelfs tientallen qanats, is dit patroon minder duidelijk, maar ook daar is het aanwezig. In kleine nederzettingen is het patroon weer evidenter omdat er meestal geen vertakkingen zijn en de woningen en akkers lineair langs de jūbs liggen.

### Sociale cohesie
Voor het onderhouden van bestaande qanats en het verdelen van het beschikbare water is een hoge mate van sociale cohesie vereist. Iran kent een groot aantal speciale wetten die met de qanats samenhangen. Reeds in de negende eeuw werden qanatwetten in Iran gebundeld en bestaande gebruiken gecodificeerd in het Kitab-i Qani (Boek van Qanats). Zo bepaalt de Wet van de Grenzen dat geen bron mag worden aangeboord binnen een kilometer van een bestaande qanat. Daarmee poogt de wet met name de investeerders van een qanat te beschermen. Een zeker maximum aan akkerland ligt daarmee vast. Bij grote steden die voor hun watervoorziening mede afhankelijk zijn van een dicht netwerk van qanats en te maken hebben met een groeiende bevolking, kan dat tot problemen leiden. Dat is bijvoorbeeld het geval in Yazd, Kerman en Teheran

### Eigendom en beheer
In Iran werden qanats gebouwd in opdracht van grootgrondbezitters, kooplieden of machthebbers. Er zijn geen gevallen bekend van een coöperatieve aanleg door boeren of stedelingen. In sommige islamitische landen kon een machthebber wel beoordeeld worden op het aantal qanats (naast moskeeën) dat onder zijn bewind werd voltooid.
Het beheer van een qanat is in handen van de gebruikers, die ook het onderhoud verzorgen. De grootste aandeelhouder benoemt een functionaris die zorg draagt voor verdeling van het water en het onderhoud regelt. Water uit de qanat wordt in Iran niet op basis van volume toegewezen, maar op basis van tijd. Iedere gebruiker heeft voor een deel van de tijd recht op de totale opbrengst van de qanat, hetgeen traditioneel met een waterklok wordt bijgehouden. Verdelingen tot in tienduizendsten zijn geen uitzondering en vaak al jaren of zelfs eeuwen geleden vastgelegd. Zo hadden de 21 wijken van het Centraal-Iraanse stadje Ardestan in 1953 elk recht op 1/21 deel van het water, een regeling die in de dertiende eeuw door Hulagu werd bepaald.

## Constructie

### Ambachtslieden
Bouw en onderhoud van qanats worden uitgevoerd door gespecialiseerde ambachtslieden, die in Iran muqanni worden genoemd. Muqanni's zijn in gilden georganiseerd en wonen bij elkaar in dorpen of in wijken van steden als Teheran, Yazd en Kerman. Het beroep van muqanni is goedbetaald, maar gevaarlijk. Onder hen staat de qanat bekend als "de moordenaar" en geen muqanni gaat er eentje binnen zonder dat eerst voor hem is gebeden.
In Irak staat de qanatwerker bekend als wasta. Een wasta is echter geen qanatspecialist in de Iraanse zin van het woord en hij geniet niet het aanzien van de muqanni in Iran. In Marokko worden de qanatwerkers khattater genoemd en ook zij worden eerder als ambachtslieden dan als specialisten beschouwd. De khattater komen traditioneel van de Haratin, donkere arbeiders en nakomelingen van slaven die in de oases van de westelijke Sahara leven. Deze (onder)klasse levert traditioneel ook veel landarbeiders.

### De moederbron
De aanleg van een qanat begint met het opsporen van een bron op hoger gelegen terrein. Goede kandidaten hiervoor zijn heuvels en de uitlopers van gebergten, waar vanwege het verschijnsel stuwingsneerslag relatief veel regen valt. Ook in een zogenaamde puinwaaier zijn vaak geschikte en toegankelijke bronnen te vinden. Een door de muqanni's ingehuurde deskundige wordt belast met het speuren naar tekenen van ondergronds water, zoals (minimale) uitstroom of bepaalde soorten vegetatie. Door dat te koppelen aan zijn kennis van geologie en hydrologie kan de expert gunstige plekken voor een proefput aanwijzen. Soms moeten meerdere proefputten geslagen worden voordat een bron met voldoende druk is opgespoord. In een enkel geval kan een open bron of een aangelegd reservoir worden gebruikt om de qanat te voeden.
Zodra vaststaat welke put aan de voorwaarden voldoet, wordt een tracé uitgezet van de bron naar de geplande uitstroomopening. Vervolgens wordt de qanat in omgekeerde richting aangelegd: naar de bron toe, omdat anders continu te midden van stromend water gewerkt zou moeten worden. In geval van uitzonderlijke lengte wordt in meerdere ploegen op verschillende locaties gewerkt. Daarbij wordt de bron altijd als laatste aangesloten, omdat die vol water staat.

### Werkschachten
Op een onderlinge afstand van twintig tot vijftig meter worden verticale schachten uitgegraven van circa negentig centimeter doorsnee. Deze dienen voor de afvoer van puin, de aan- en afvoer van mensen en materialen, alsmede de instroom van frisse lucht voor de gravers. Het puin wordt met behulp van een windas opgehesen, in leren zakken. Bij diepere schachten wordt het puin in etappes naar boven gehaald, met om de dertig meter een platform met een windas. Het puin wordt aan de oppervlakte rond de openingen gestort, waarmee een dam wordt opgeworpen die de schachten goeddeels behoedt voor inwaaiend stof en andere vervuiling.
Ondergronds worden de schachten met elkaar verbonden door de qanat zelf. In hardere grondsoorten hoeft de tunnel slechts uitgehakt te worden, in zachtere ondergrond worden de wanden na het uitgraven versterkt met ovale aardewerken hoepels. Soms wordt de bodem van de goot met een laag klei bedekt om verlies door lekkage te voorkomen.
Als er op nog grotere diepte gewerkt moet worden, graaft men doorgaans twee schachten, aan weerszijden van de tunnel. Onder de één wordt een brandende lamp of vuurkorf geplaatst, die zorgt voor opstijgende lucht. Daardoor ontstaat onderdruk en dat leidt ertoe dat frisse lucht door de andere schacht naar binnen stroomt.
Het gevaarlijkste deel van het werk is het aansluiten van de bijna voltooide qanat op de bron, omdat deze vol water staat. De muqanni's werken er in stromend water, waarbij het risico op instortingen extra groot is. De laatste werkschachten die gegraven worden, komen onder water te staan voordat ze kunnen worden voltooid, vanwege de nabijheid van de aquifer. In zo'n geval wordt de werkschacht vanuit de tunnel opengebroken, waarbij hoeveelheden zand, puin en water naar beneden komen.

#### Bomkraters
Bestaande en in verval geraakte qanats zijn in het landschap te herkennen aan de ingangen van werkschachten. De opeenvolging daarvan heeft iets weg van een rij bomkraters en met verscheidene satellietfotoprogramma's zijn ze ook anno 2016 nog goed te zien.

### Onderhoud en uitbreiding

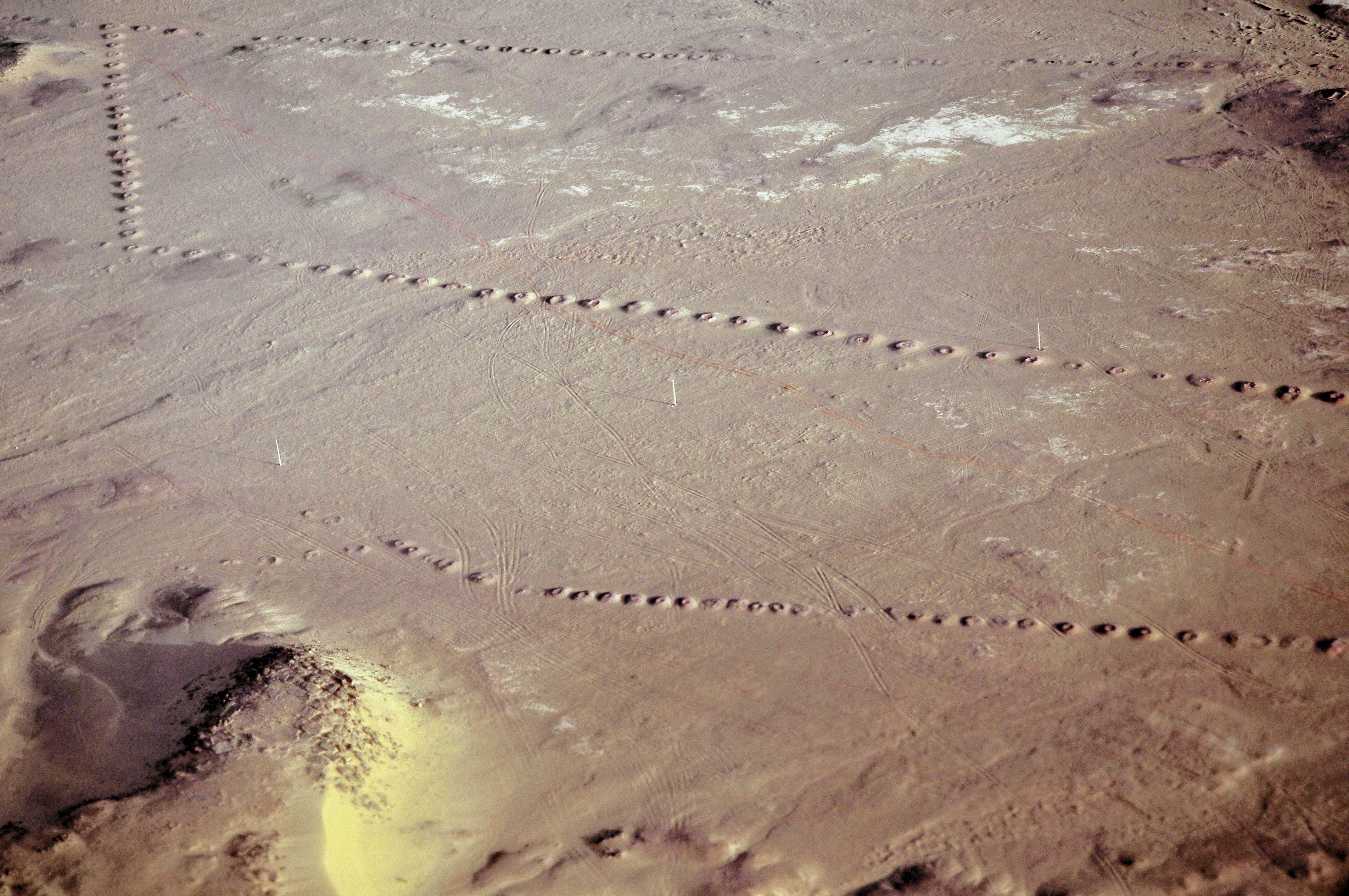
De werkschachten van qanats in Algerije, gezien vanaf geruime afstand, lijken op een rij bomkraters in het landschap

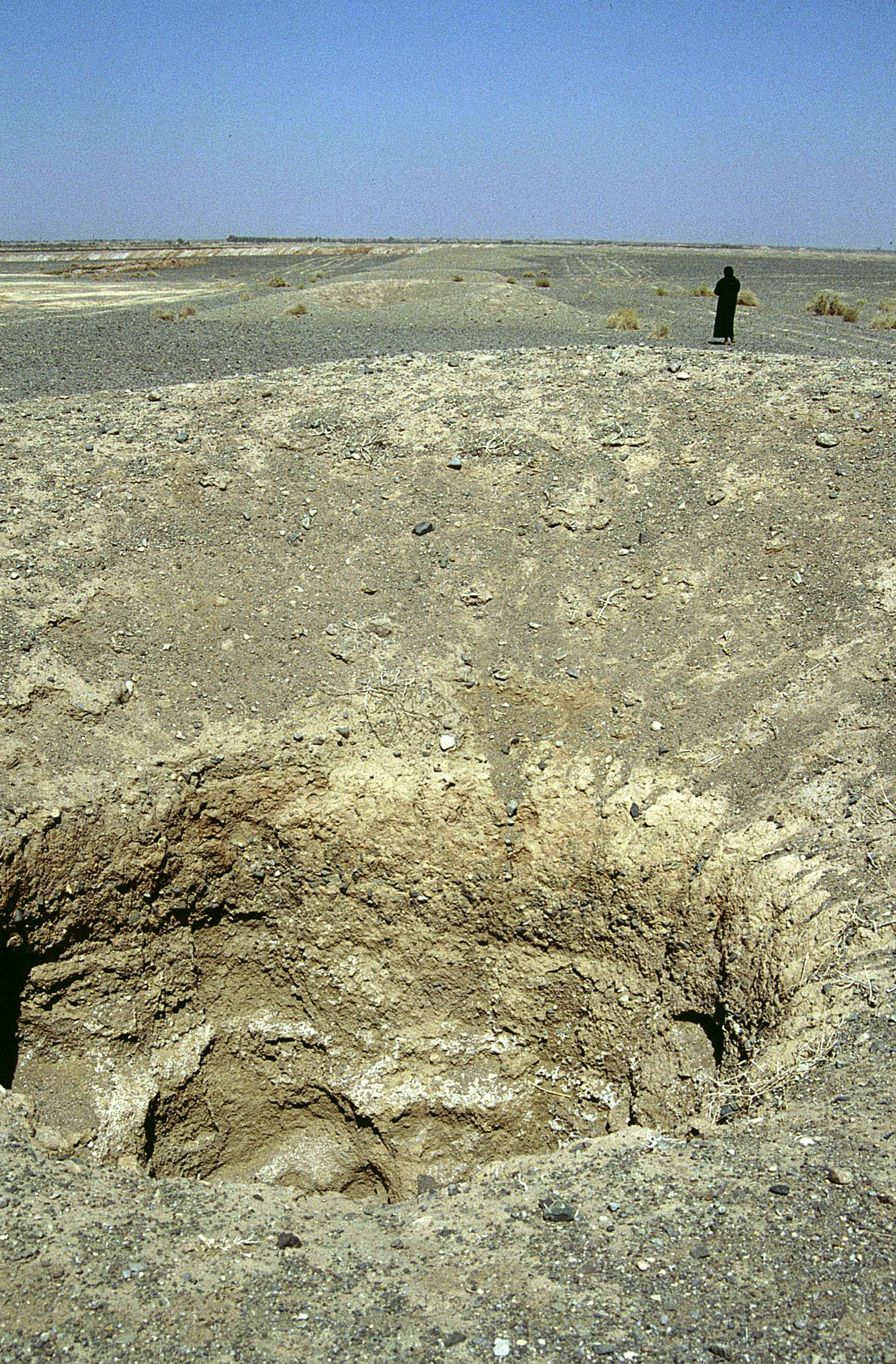
Ingang van een werkschacht met op de achtergrond de puinheuvels rond de volgende schachten

In de goot van de qanat verzamelt zich in de loop van tijd zand, zout en ander sediment. Dit moet elke paar jaar verwijderd worden en dat geschiedt ook door de muqanni's. Soms is na aanleg sprake van kleine instortingen of andere beschadigingen en ook dat moet verholpen worden. Na verloop van tijd kan een qanat minder water gaan leveren. In sommige gevallen is verlenging naar een hogere bron dan een optie. Ook kunnen in de bovenloop zijtakken worden aangelegd, om extra bronnen aan te boren.

### Hulpmiddelen
Traditioneel werd een qanat geheel met de hand uitgegraven. Het gereedschap van de muqanni's bestond uit leren zakken voor het afvoeren van puin, touw, schoppen en houwelen, een windas voor het takelen en een waterpas. Een olielampje zorgde voor verlichting onder de grond en om te bepalen of er genoeg frisse lucht was. Ging het lampje uit, dan was het tijd voor een volgende werkschacht. Tijdens het graven had de muqanni een lampje achter zich hangen. Door zijn eigen schaduw in het midden te houden, kon hij ervoor zorgen in de goede richting te graven.
Bij het onderhoud aan bestaande qanats worden tegenwoordig vaak mechanische werktuigen ingezet, voor onder meer graven en hijsen. De veiligheid van de tunnelbouwers kan aanzienlijk worden verbeterd door gebruik van meer en modernere stutten en bekleding van tunnelmuren.
Hoewel het werk en de gereedschappen van eenvoudige aard zijn, vereist het aanleggen van een qanat een flinke dosis praktische kennis op de gebieden grondwaterhydrologie en grondmechanica en van de principes van de civiele techniek. Ook moet het verval nauwkeurig berekend worden. Een qanat heeft bij voorkeur een verval van 0,1 tot 0,5%. Bij een te klein verval stroomt het water niet goed door en bij een te groot verval stroomt het water te snel, met slijtage van de tunnel als gevolg.

### Afmetingen
In Iran heeft een qanat doorgaans een breedte van vijftig tot tachtig centimeter en een hoogte van negentig centimeter tot anderhalve meter. De qanats liggen meestal op een diepte van tussen negen en vijftien meter, maar dat loopt op veel plaatsen op tot dertig meter of meer. Sommige qanats liggen nog veel dieper. De stad Gonabad nabij Birjand heeft zelfs een uitzonderlijk diepe qanat, waarbij de bron op een diepte van ruim driehonderd meter ligt.
De lengte van een qanat loopt in Iran uiteen van zo'n vijfhonderd meter tot zeventig kilometer, waarbij ruwweg een derde een maximale lengte van twee kilometer heeft en minder dan één procent langer is dan vijftien kilometer. In bergachtige gebieden zijn er zelfs qanats van slechts enkele tientallen meters, terwijl een woestijnstad als Yazd in 1968 water betrok uit qanats met een lengte tussen dertig en vijfenveertig kilometer.

### Tijd en geld
De lengte van de qanat, de diepte waarop gewerkt moet worden en de condities van de ondergrond zijn zodanig dat de aanleg altijd een grote onderneming is en vaak zelfs een kolossale. Aan veel qanats werd jaren of zelfs decennia gewerkt. In het midden van de 20e eeuw zijn nog regelmatig qanats gebouwd of afgemaakt. In de literatuur worden voor deze bouwwerken kosten genoemd tussen de $ 3000 en $ 11 000 per kilometer. Het hoogste bedrag laat zich op basis van loonkosten- en prijsindexen omrekenen naar € 83 000 anno 2015.
Een qanat van drie kilometer lang in Javadieh, voltooid in de jaren 1960, kostte $ 33 000 en met de aanleg ervan was zeventien jaar gemoeid. Met de wateropbrengst kon per etmaal een lapje grond van 0,2 hectare worden bevloeid. Een qanat van zo'n veertig kilometer die in 1950 in Kirman werd voltooid, heeft omgerekend tussen de twee en drie miljoen euro gekost.

#### Opbrengst
Afhankelijk van bron en afmetingen levert een qanat tussen één en vijfhonderd liter water per seconde. Sinds de jaren 1960 bestaan er schattingen van de gezamenlijke opbrengst van de nog min of meer functionerende qanats in Iran. In de literatuur zijn de verschillende auteurs het echter niet eens over het exacte cijfer. Wulff noemt een opbrengst van 19 500 kubieke voet per seconde, English houdt het op 20 000 kubieke meter per seconde. De Fransman Henri Goblot, die door veel anderen geciteerd wordt, komt op 500 tot 750 m³/s. De Planhol meldt een uitstroom van 573 m³/s in 1954, overigens dalend naar 224 m³/s in 1977.
Na Iran is Afghanistan het land met de meeste qanats. In 1990 werden er zo'n 6000 geteld, die een gezamenlijke opbrengst hadden van 100 m³/s. Daarmee werd 160 000 hectare land bevloeid, ongeveer zeven procent van het landbouwareaal.

## Geschiedenis

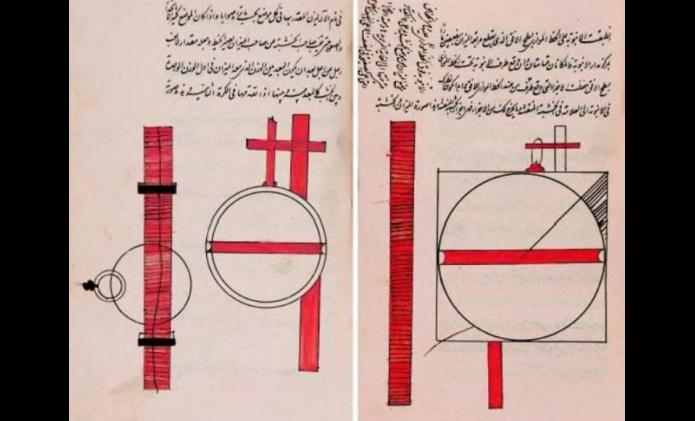
Afbeeldingen uit Al-Karaji's werk over qanats

### Beschrijvingen
De aanleg, het onderhoud en de werking van een qanat zijn in het verleden meermaals door geleerden en andere waarnemers beschreven. In de achtste eeuw v.Chr. beschreef de Assyrische koning Sargon II aquaducten die hij had verwoest bij de verovering van de stad Ula. De Griekse historicus Polybios beschreef dat Arsaces II qanats vernielde om de opmars van Antiochus III de Grote in 206 v.Chr. te stuiten. Daarbij gaf hij de beschrijving:

Ze zeggen dat toen de Perzen over Azië regeerden, dezen aan eenieder die water wist aan te voeren in voorheen droge gebieden het recht gaven het land te bewerken gedurende vijf generaties, en daarom, aangezien de Taurus vele grote stromen voedt, getroostten de mensen zich grote inspanningen om ondergrondse kanalen te bouwen, zodat de mensen die het water vandaag de dag gebruiken, niet weten waar de bronnen van de kanalen zijn.

In de negende eeuw werd op verzoek van een gouverneur van de provincie Iran een verhandeling samengesteld over qanats door een groep van auteurs. Rond het jaar 1000 wijdde de Perzische wiskundige en ingenieur Al-Karaji een aantal hoofdstukken aan qanats in zijn werk Kitab inbat al-miyah al-khafiya (boek over de winning van verborgen waters).

#### Wetenschap
In moderne tijden begon de wetenschappelijke interesse in qanats in het midden van de twintigste eeuw. De Britse inlichtingenofficier E. Noel beschreef de aanleg en verspreiding ervan in Iran in een artikel dat in 1944 werd gepubliceerd. In de late jaren 1960 werd veelvuldig over qanats geschreven, maar slechts door een klein groepje wetenschappers. Het in 1979 gepubliceerde Les Qanats; une technique d’acquisition de l’eau van Henry Goblot was de eerste alomvattende verhandeling over ontstaan, constructie en verspreiding van qanats. In de jaren tachtig werden meer wetenschappelijke disciplines bij het onderzoek betrokken en werd een aantal internationale conferenties aan het onderwerp gewijd. Een conferentie in Iran in 2000, waar de qanat mede tot cultureel erfgoed werd bestempeld, leidde tot de oprichting door de UNESCO van een onderzoeksinstituut in Yazd in 2005.

### Ontstaan: begin 1e millennium v.Chr.
Er is wetenschappelijke consensus dat de qanat zijn oorsprong vond in wat tegenwoordig met Koerdistan wordt aangeduid: noordwest Iran, noordelijk Irak of zuidoost Turkije. Een aanzienlijk deel van de bronnen meent dat het beslist Iran moet zijn geweest. Daarnaast zijn er een paar wetenschappers die menen dat de techniek op meerdere plaatsen ongeveer gelijktijdig moet zijn uitgevonden en een enkeling meent een andere oorsprong aan te kunnen wijzen.
De meesten situeren de ontwikkeling van de technologie ergens in het eerste millennium v.Chr. en een enkeling betoogt een oudere oorsprong. Een rol bij de vroege mijnbouw in het gebied wordt vermoed. Een van de hoofdkenmerken van de qanat, de licht hellende tunnel, zou uitgevonden kunnen zijn om mijngangen te ontdoen van overtollig water. Aangezien de mijnbouw reeds in het derde millennium v.Chr. zover was gevorderd dat onderlopende mijngangen problemen moeten hebben gegeven, valt niet helemaal uit te sluiten dat deze oplossing op meerdere plaatsen ongeveer gelijktijdig is uitgevonden. Onder meer in Irak zijn hiervoor aanwijzingen gevonden. Toepassing voor de winning van irrigatiewater kwam later of zelfs veel later. Mogelijk vestigden boeren zich in het eerste millennium v.Chr. op het Hoogland van Iran het eerst in de buurt van mijnen die overtollig water moesten lozen. Ook het onder een lichte helling in een heuvel of rivieroever boren van een buis, zodat daar water uit stroomt, is een heel oude techniek die op meerdere plaatsen werd toegepast.
Niettemin is aannemelijk dat de qanat in Iran voor het eerst op enige schaal werd toegepast. In dat land werden de hoofdkenmerken van de qanat in één constructie verenigd. De techniek en de methoden van aanleg werden er doorontwikkeld en vervolgens werd de vinding vanuit dat ene brongebied verspreid. Onder meer in Azerbeidzjan en in Syrië is archeologisch bewijs geleverd voor dit verspreidingsmodel.
Van enkele Assyrische steden, met name die rond de Tigris, staat vast dat ze drinkwater betrokken uit qanats. Koning Sanherib liet begin zevende eeuw v.Chr. een aquaduct van twintig kilometer aanleggen om water naar Arbil te brengen. In 2000 was het kanaal nog in werking. Het aquaduct verloopt deels ondergronds en vertoont tekenen van qanattechnologie, maar transporteert oppervlaktewater in plaats van grondwater. Mogelijk daarom rekent de één het wel tot de qanats en de ander niet.

#### Oman en de Emiraten
Ten minste één wetenschapper meent dat de 'aflaj' van Oman en de Verenigde Arabische Emiraten ouder moeten zijn dan de qanats van Iran en dus als de bron van de technologie moeten worden beschouwd. Hij meent daarvoor ook archeologisch bewijs te kunnen leveren, onder meer in de vorm van potscherven die in en rond de goten van 'aflaj' werden aangetroffen. Deze scherven werden gedateerd op de IJzertijd, in Oman in de eerste helft van het 1e millennium v.Chr.. Hij wijst er ook fijntjes op dat dit soort materiaal in Oman vaker werd aangetroffen, terwijl in Iran archeologisch bewijs ontbreekt voor de introductie van de qanat vóór het jaar 500 v.Chr.
Een probleem met deze theorie is dat in dit gebied drie verschillende waterwerken tot de 'aflaj' worden gerekend, waarvan er maar één als echte qanat wordt beschouwd. De andere twee zijn irrigatiesystemen die op of dicht onder het oppervlak liggen en oppervlaktewater aanboren. Van dit soort systemen staat al langer vast dat ze op meerdere plaatsen moeten zijn ontwikkeld en ook overwegend ouder zijn dan de qanat.

### Eerste verspreiding: Perzen en Romeinen

Verspreidingsmodel van de qanat

Onder de koningen van het huis van de Achaemeniden, toen de Perzen heersten van de Indus tot aan de Nijl, raakte de technologie verder verspreid. De qanat werd eerst uitgedragen in het huidige Afghanistan en diverse andere streken in Centraal-Azië, waaronder Sinkiang in China. De Perzische koningen schonken aan de plattelandsbevolking het vruchtgebruik over de grond tot in de vijfde generatie, als zij water wisten aan te voeren. Het is aan dit beleid van de Achaemeniden te danken dat het land Iran is doortrokken van ondergrondse kanalen. Zonder dit waterstelsel zou een groot deel van het land niet meer dan een nutteloze woestenij zijn.
De Romeinen namen kennis van de qanat in het oosten van hun rijk en integreerden het in de vaardigheden die ze al hadden opgebouwd omtrent waterwerken. Ook de Romeinse aquaducten werden goeddeels ondergronds gebouwd en een enkele had een aquifer als bron. Herkomst van deze techniek was echter de kennis van de Etrusken, die ondergrondse afwateringskanalen bouwden nabij Veii. Omdat de voorgeschiedenis van de Etrusken onduidelijk is, kan tot op heden nog niet worden vastgesteld of zij op de hoogte kunnen zijn geweest van de qanat. De Romeinen verspreidden hun kennis verder in Europa. Tot in Luxemburg is qanattechnologie teruggevonden die de Romeinen er achtergelaten hebben.
De meeste qanats bouwden zij echter in Syrië en Jordanië. In 2004 werd in die landen het Aquaduct van Gadara ontdekt. Dit bouwwerk van zo'n 170 kilometer omvatte drie qanats, van één, elf en 94 kilometer, de langste tunnel uit de oudheid. Het had steden van de Dekapolis van water moeten voorzien, waaronder Gadara. In het jaar 90 werd met de bouw begonnen, maar het aquaduct werd nooit helemaal voltooid en slechts delen ervan werden in gebruik genomen.
Ten tijde van de Parthen en de Sassaniden werd de techniek nog iets verfijnd en werden in Iran nog vele qanats gebouwd. In het Zoroastrisme, vóór de komst van de Islam een belangrijke godsdienst in het gebied, werd de aanleg van een qanat gezien als een voorbeeld van een 'goede daad', een van de drie pijlers van het geloof.

### Tweede verspreiding: Arabieren en islam
In de islam is alle water heilig en letterlijk een godsgeschenk, niet bevreemdend voor een religie die in woestijngebied ontstond. De Sharia (letterlijk: het pad naar de bron) grijpt voor een deel terug op Arabische regels voor gebruik en verdeling van water.
Vanaf de zevende eeuw raakte de technologie verder verspreid met de expansie van de Arabische rijken. De Arabieren brachten de qanat onder meer naar Noord-Afrika en de Canarische eilanden. Vanaf de tiende eeuw bouwden ze qanats in Spanje, waarbij ze nog bestaande Romeinse technologie integreerden.; in het emiraat Sicilië werd de qanat van Palermo gebouwd in dezelfde periode. De qanat bereikte Marokko in de elfde eeuw onder de Almoraviden. Later brachten de Spaanse conquistadores de technologie naar het Amerikaans continent.

### Kanttekeningen bij verspreidingsmodel

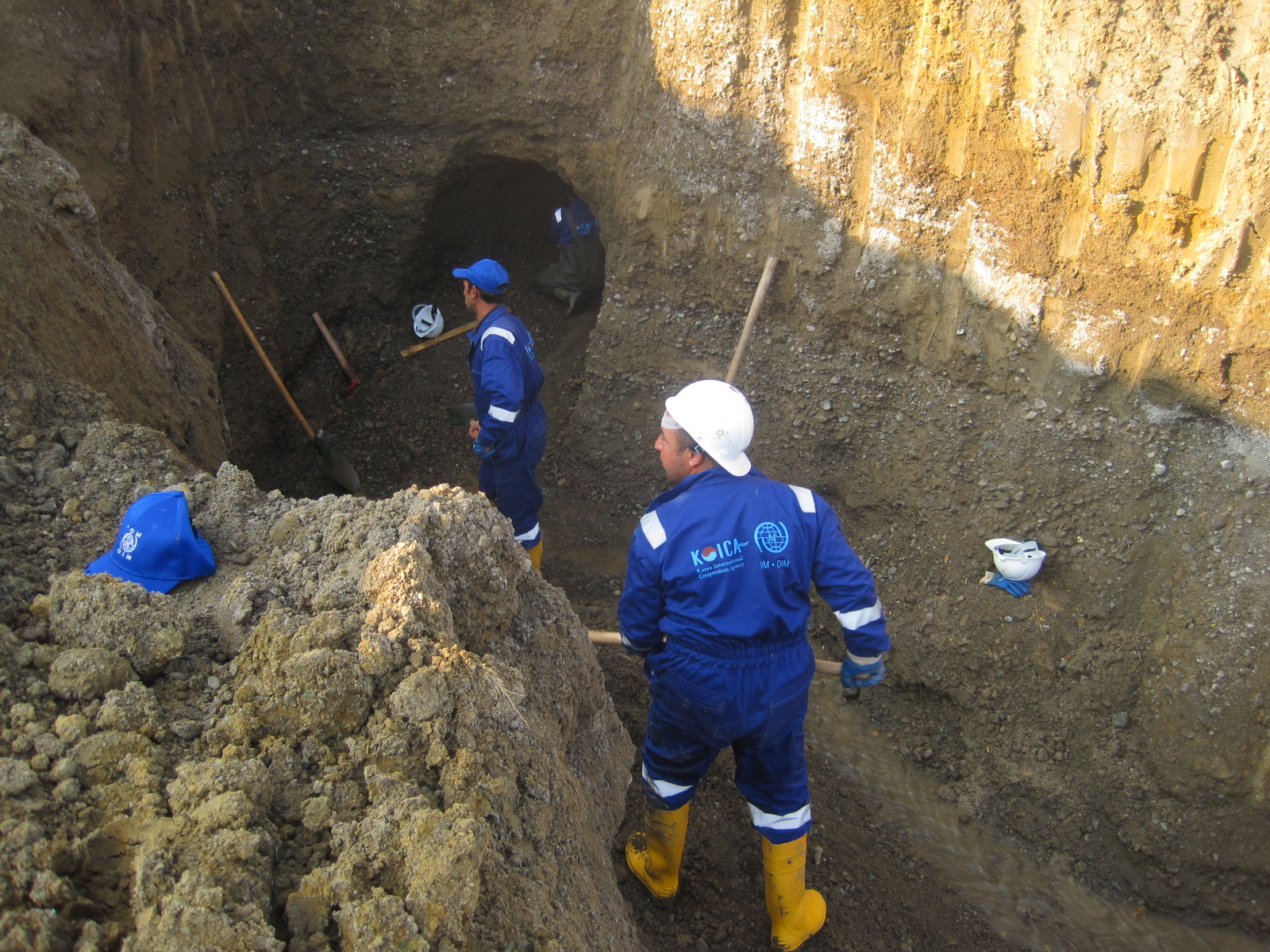
Kankans, zoals de muqanni's in Azerbeidzjan genoemd worden, aan het werk in 2011

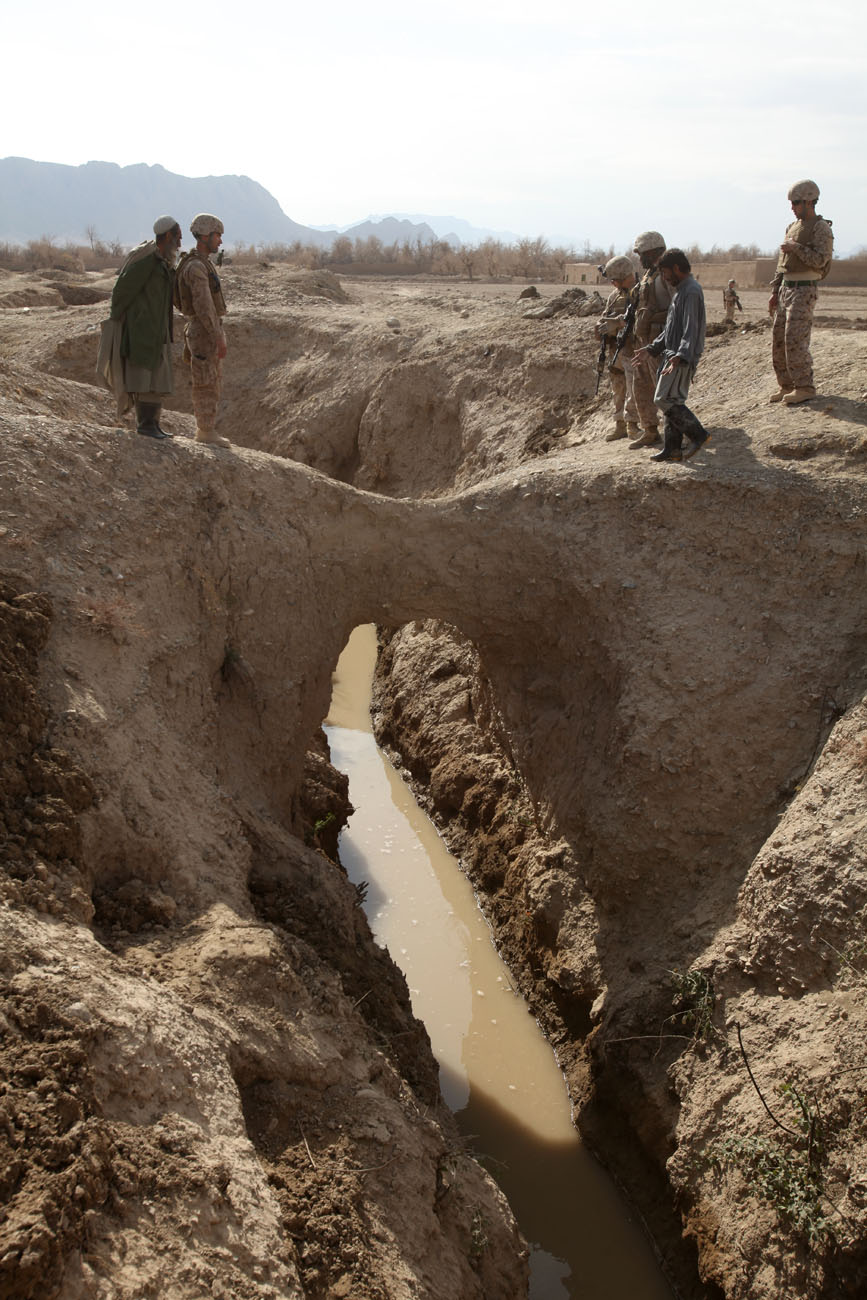
Amerikaans mariniers inspecteren de goten van een qanat in Nowzad, Centraal-Afghanistan, in 2011

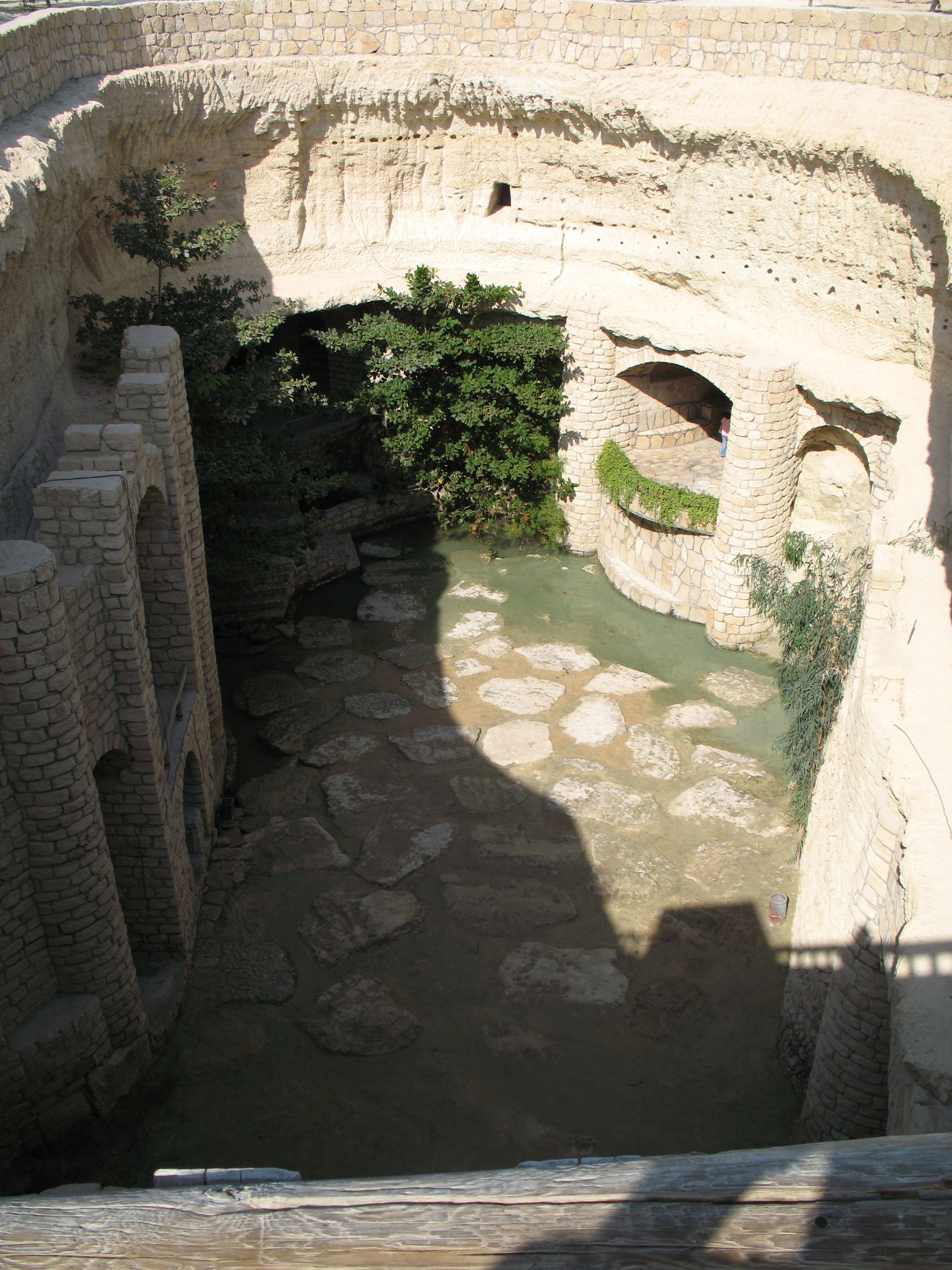
Een oude qanat op het Iraanse eiland Kish is door uithakken vergroot tot plaatselijk 10 meter hoog. Er is een ondergronds winkelcentrum met horeca en culturele instellingen in gebouwd

Minimaal één bron tekent bij het verspreidingsmodel aan dat circulatie van menselijke kennis doorgaans rommeliger verloopt. Zo zouden Joden of Berbers de qanat vanuit het Romeinse rijk naar de Sahara gebracht kunnen hebben, lang voordat de Arabische expansie dat gebied bereikte. De meeste literatuur stelt dat de Arabische expansie de qanat naar Cyprus bracht, maar dat is niet onomstreden.
Ook is er nog geen wetenschappelijk bewijs voor de aanname dat alle qanats of op qanats lijkende werken in de Nieuwe Wereld daar door Spaanse veroveraars zijn gebracht. Van de 'galería filtrante's' van Mexico wordt dat vrij algemeen aangenomen. Eén studie ter plaatse komt echter tot de slotsom dat het overgrote deel pas in de negentiende en twintigste eeuw werd aangelegd, waardoor een directe relatie met de conquistadores onwaarschijnlijk is. Over de puquios in het gebied van de Nazcacultuur is men het evenmin eens. Sommige wetenschappers menen dat deze waterwerken een Precolumbiaanse oorsprong hebben en weer anderen betogen dat dit niet het geval kan zijn. In de literatuur wordt ook de mogelijkheid geopperd dat het slechts een verwante vorm van waterwinning is, waarmee een herkomstdiscussie zinloos zou zijn.
In Japan bevinden zich enkele tientallen qanat-achtige bouwsels, lokaal bekend als 'mambo' of 'manbo', met name in de prefecturen Mie en Gifu. Een deel van de literatuur meent dat zij duidelijk verwant zijn aan die van China en daardoor aan de brontechnologie uit Iran. Een wetenschappelijke conferentie in Japan in 2008 concludeerde echter dat daarvoor nog onvoldoende bewijs voorhanden is.

### Twintigste eeuw: verdringing
Hoewel de qanat een aantal specifieke voordelen heeft, wordt de technologie meer en meer verdrongen door modernere vormen van waterwinning. In de tweede helft van de twintigste eeuw raakten veel qanats in verval of werden verlaten. De totale wateropbrengst van qanats over de hele wereld werd aan het eind van de jaren zeventig op zo'n 700 m³/s geschat en in 1990 tussen 400 en 450 m³/s. Deze gegevens worden ondersteund door wat op lokaal en nationaal niveau bekend is over de teruggang van de qanat. Een voorbeeld daarvan is de daling van de uitstroom in Iran van 573 naar 224 m³/s in de 23 jaar voorafgaand aan 1977, die eerder is vermeld. Sinds de jaren vijftig worden in Iran nauwelijks meer qanats gebouwd en de laatste werd eind jaren zeventig opgeleverd.
De introductie van waterwinputten met dieselpompen is met afstand de grootste oorzaak voor deze teruggang. Aanleg van een put is veel goedkoper en minder gevaarlijk dan die van een qanat. Daarnaast vergt een put minder onderhoud, stroomt het water alleen als de eigenaar dat wil en heeft men meer controle over de locatie van de uitstroom. Waterwinputten hebben niet alleen een direct concurrentievoordeel, ze verstoren vaak ook nog de qanatopbrengst, door het ontregelend effect op de grondwaterspiegel waarvan de qanat afhankelijk is.
Een vergelijkbare ontregelende werking gaat uit van stuwdammen en andere grootschalige waterwerken. In de oase Tafilalt in Marokko, rond de historische stad Sijilmasa, werden vanaf eind veertiende eeuw qanats aangelegd, lokaal bekend als 'khettara'. Uiteindelijk voorzag een ruime 300 kilometer ervan de inwoners en hun akkers van water. In de jaren zeventig werd een dam in de rivier Ziz gebouwd en werden moderne irrigatiemethoden aangewend. Deze hebben niet de hoeveelheid water kunnen leveren waarop was gerekend, maar wel de regeneratie van het grondwater verstoord.

#### Overige invloeden
Naast de concurrentie van de waterwinput, zijn andere factoren ook van invloed op de teruggang van de qanat:
- Het beroep van muqanni is van oudsher gevaarlijk, maar relatief goedbetaald. Een stijgende welvaart en daarmee toenemende lonen zorgden ervoor dat de kosten voor het onderhouden van qanats uit de pas gingen lopen met de opbrengsten ervan.[7]
- Hoewel een qanat tot op zekere hoogte bestand is tegen oorlogsgeweld, is met name het onderhoud kwetsbaar voor langere periodes van maatschappelijke ontwrichting, zoals het geval was in Afghanistan.
- Een landhervorming in Iran in 1962 bracht hoognodige veranderingen in de eigendomsverhoudingen op het platteland. Een neveneffect was echter het verstoren van de sociale cohesie die nodig is voor onderhoud van de qanats.[16]
- In de Koerdische Autonome Regio viel sinds 2005 zo'n veertig procent van de qanats droog, als gevolg van een langere droogteperiode,[59] maar ook als gevolg van wetgeving die ruimer gebruik van waterpompen toestond.[60] In dorpen die voorheen van qanats afhankelijk waren, trok tussen de vijftig en negentig procent van de bevolking weg na het droogvallen ervan. Als dit wordt omgerekend voor het hele gebied, kan geschat worden dat het een verplaatsing van ruim 100 000 mensen betrof.[60]

## Anno 2016
In diverse landen waar de qanat van oudsher een belangrijke rol speelde, is de interesse erin de laatste drie decennia weer aan het toenemen. Daartoe worden zij gestimuleerd door een dreigend of zelfs aanwezig watertekort, de inspanningen van internationale organisaties en het feit dat de qanat een duurzame vorm van waterwinning is.
In onder meer Azerbeidzjan, Oman, Tunesië en Marokko wordt op aanzienlijke schaal onderhoud gepleegd aan bestaande qanats, meest van overheidswege. In Oman zijn enkele in onbruik geraakte 'aflaj' weer in gebruik genomen. De Nederlandse archeologe Joshka Wessels heeft aan het begin van het huidige millennium in Syrië gewerkt aan een proefproject om vier bedreigde qanats te renoveren. Daarbij werd vastgesteld dat de sociale cohesie van een gemeenschap bepalend is voor succes of falen van zo'n project. In 2009 was ze betrokken bij een vergelijkbaar project in Iraaks-Koerdistan, dit maal onder auspiciën van het ICQHS van de UNESCO. In dat gebied zijn verscheidene van dat soort projecten uitgevoerd, waarvan een aantal op een mislukking is uitgelopen, met verlies van de qanat als resultaat.
Een overweging bij renovatie van bestaande qanats is of ze tot het erfgoed gerekend moeten worden. In dat geval gelden er beperkingen op methoden en materialen, teneinde de qanat zoveel mogelijk in originele staat te houden.

### Afbeeldingen: qanats van Oezbekistan tot Majorca

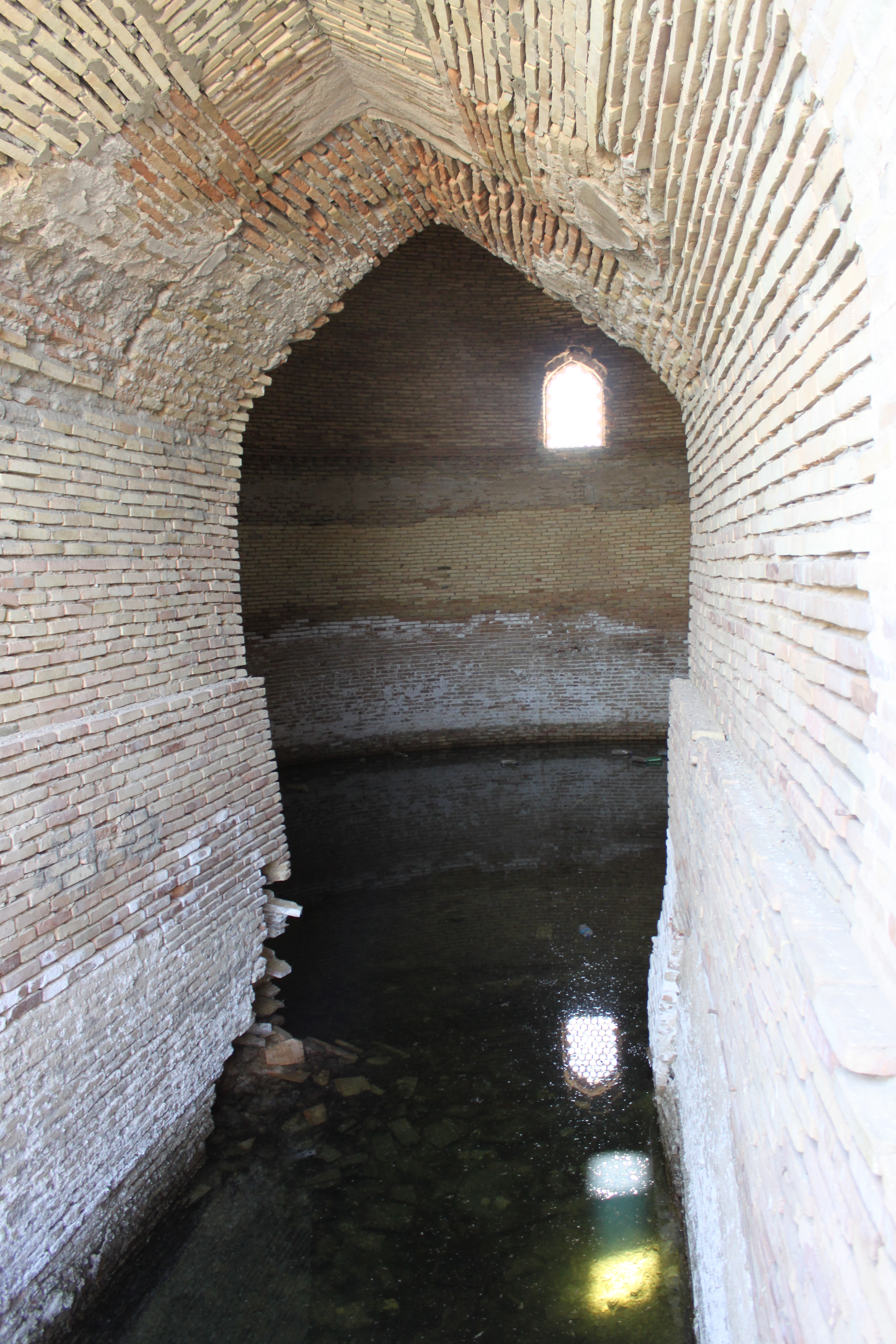
De 'ab anbar' van een qanat in Oezbekistan
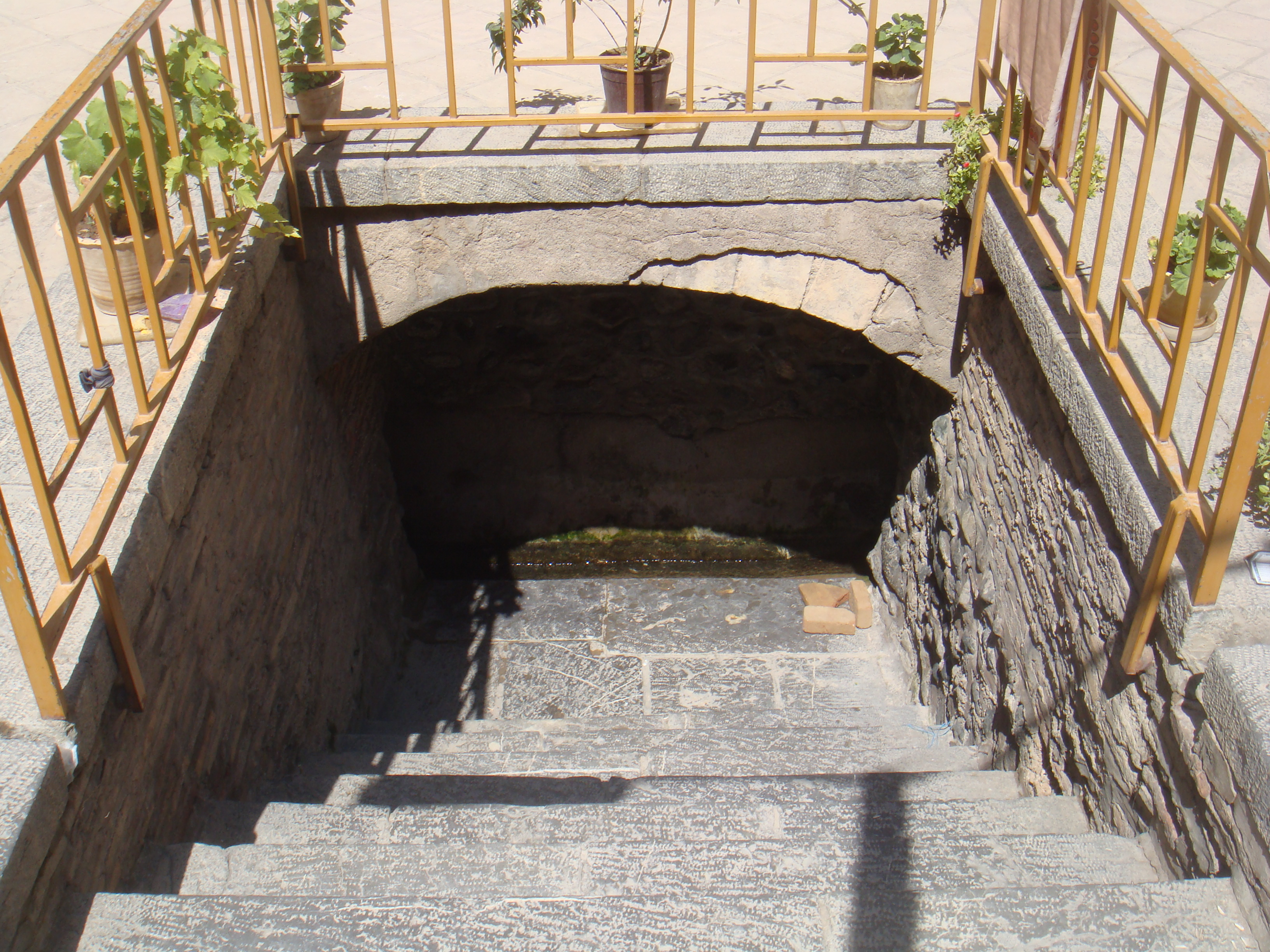
Qanat in Natanz, Iran
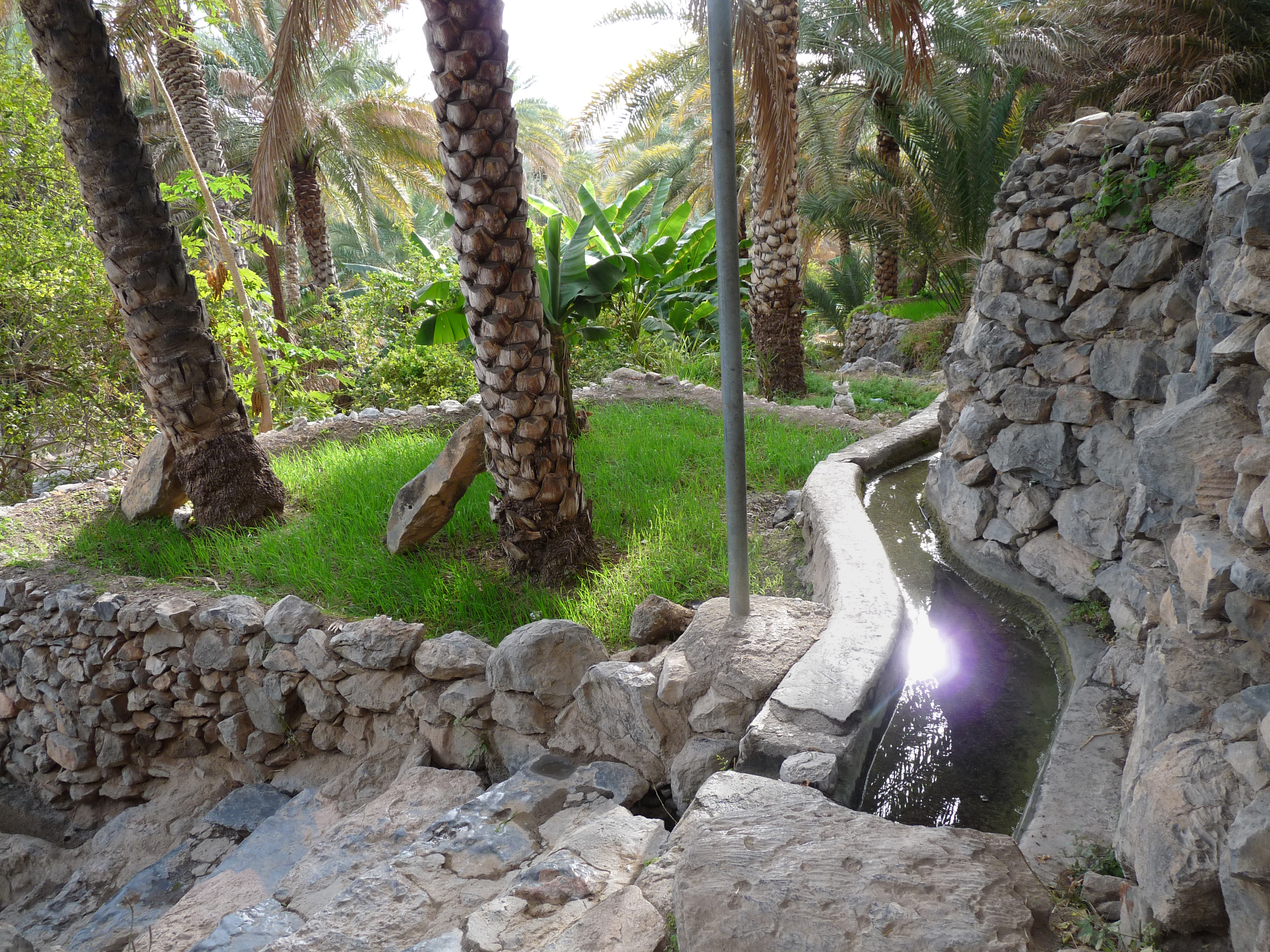
De 'jubs' (gotenstelsel) van een falaj in Oman
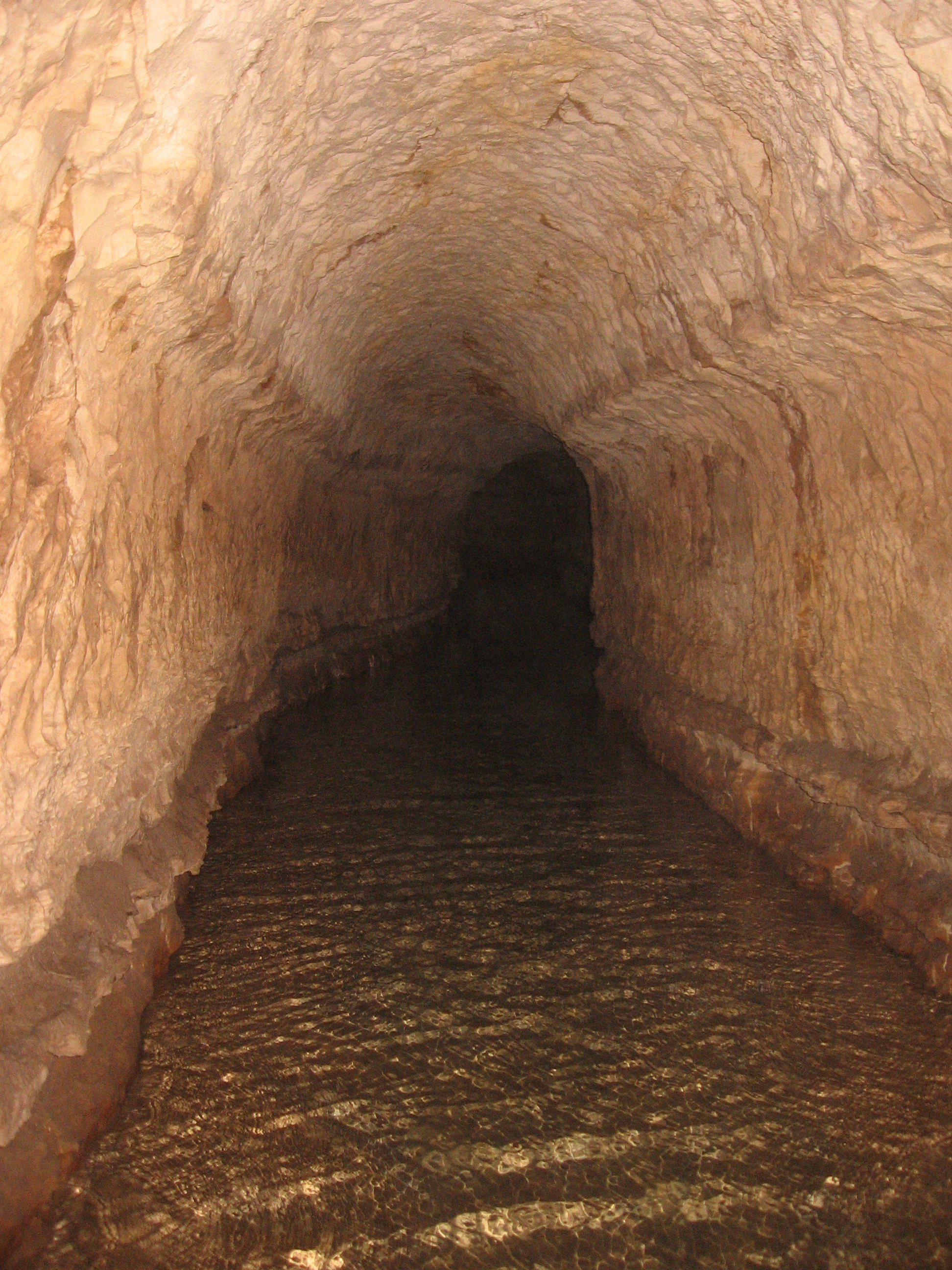
Deel van het aquaduct van Gadara in Syrië/Jordanië
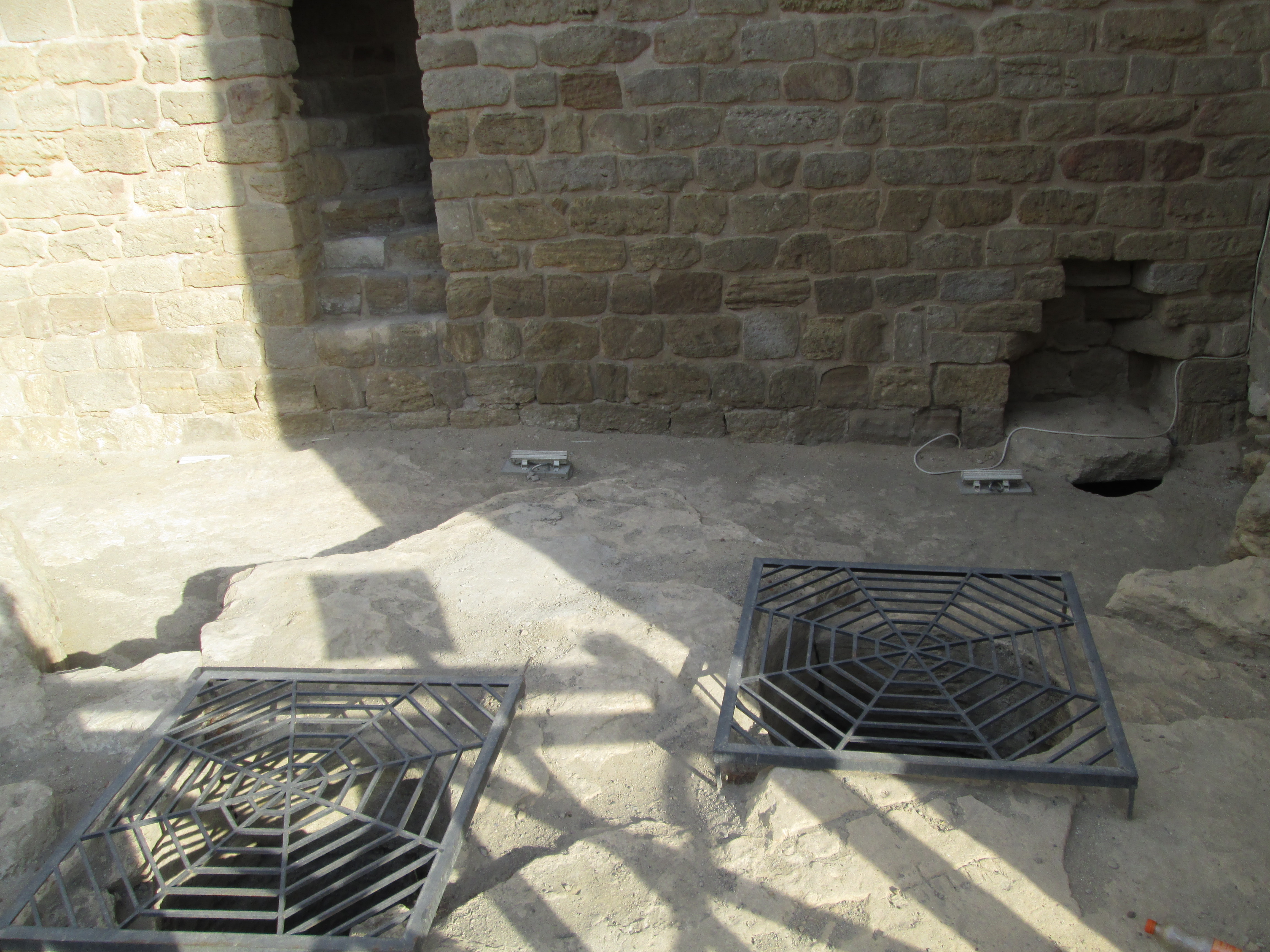
Door een qanat gevoede putten in de Oude Stad van Bakoe, Azerbeidzjan
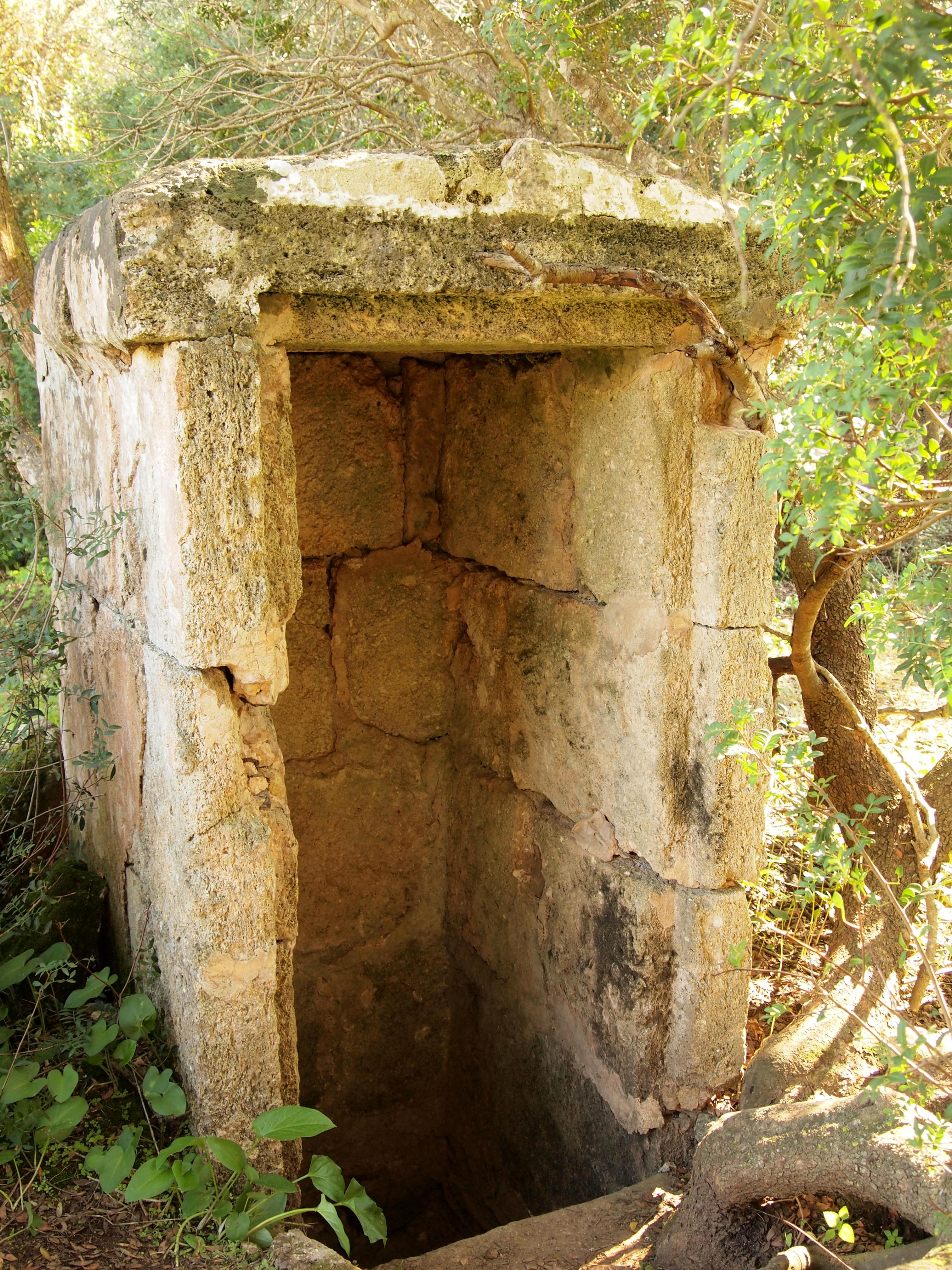
Werkschacht van een qanat op Majorca

## Trivia
- In 1950 leidde de Britse zoöloog en schrijver Anthony Smith een groep studenten uit Oxford op zoek naar legendarische blinde witte vissen die in Iran in qanats zouden leven.[63] Hoewel de vis niet werd aangetroffen, publiceerde Smith over de expeditie het boek Blind White Fish in Persia. In 1976 ging hij terug naar Iran en ditmaal trof hij de vis ook daadwerkelijk aan, een karperachtige die in grotten en qanats leeft, licht van kleur en blind is.[63] De vis werd naar Smith vernoemd en staat bekend als Nemacheilus smithi.